# B. Alan Wallace
Bruce Alan Wallace (Pasadena, 17 de abril de 1950) é um autor americano e especialista em Budismo Tibetano. Suas obras abordam diversos modos de investigação científica, filosófica e contemplativa orientais e ocidentais, focando frequentemente nas relações entre ciência e budismo. Ele é o fundador do Santa Barbara Institute for Consciousness Studies.

## Infância e educação
Wallace nasceu em uma família cristã e seu pai era um teólogo batista. Aos 13 anos, inspirado por um professor, desenvolveu uma paixão pela ciência — particularmente por ecologia —, e aos 18 anos matriculou-se na Universidade da Califórnia, em San Diego. Wallace iniciou seus estudos do budismo e da língua tibetana em 1970, na Universidade de Göttingen (Alemanha), dando-lhes continuidade em Dharamsala (Índia), onde foi ordenado monge budista por Sua Santidade, o Dalai Lama em 1975.

## Carreira
Wallace prosseguiu em seus estudos e começou a ensinar no Instituto de Estudos Tibetanos Superiores em Mont Pèlerin (Suíça) de 1975 a 1979, dedicando quatro anos à meditação em tempo integral. Participou e serviu como intérprete na primeira conferência Mind and Life em 1987, e continuou participando até 2009.
Wallace graduou-se em física, filosofia da ciência e sânscrito pelo Amherst College em 1987 e obteve o grau de doutor em estudos religiosos pela Universidade de Stanford em 1995. Sua tese de doutorado intitula-se "O Cultivo da Atenção Voluntária Sustentada no Budismo Indo-Tibetano". Ele lecionou por quatro anos no Departamento de Estudos Religiosos da Universidade da Califórnia, em Santa Bárbara.
Wallace fundou o Santa Barbara Institute for Consciousness Studies em 2003, a fim de integrar estudos científicos e contemplativos da consciência. Wallace e Clifford Saron desenvolveram o Projeto Shamatha, que testou os efeitos da meditação budista em 60 participantes de um retiro de meditação residencial por 3 meses, no qual Wallace atuou como o instrutor e Saron como o pesquisador principal do estudo científico. Os resultados da pesquisa sobre os efeitos na atenção, emoções e bem-estar, bem como biomarcadores, foram publicados em diversas revistas científicas indexadas.
Desde 1976, Wallace tem ensinado uma vasta gama de meditações budistas em todo o mundo, além de servir como intérprete para muitos eminentes lamas tibetanos, incluindo Sua Santidade, o Dalai Lama, na interface entre as formas tradicionais de meditação budista e as ciências da mente. Desde 2010, Wallace tem liderado uma série de retiros de 8 semanas para treinar alunos nas práticas meditativas de Shamatha, Quatro Incomensuráveis, Vipashyana e Dzogchen. Wallace é a força motriz por trás do desenvolvimento do Center for Contemplative Research na Toscana (Itália), concebido como uma comunidade de contemplativos e cientistas que visa integrar a experiência meditativa em primeira pessoa com métodos científicos em terceira pessoa.

## Trabalhos selecionados

### Livros sobre budismo e ciência

#### Em português
- Dimensões Escondidas: a unificação de física e consciência. São Paulo: Peirópolis, 2017
- Mente em Equilíbrio: a meditação na ciência, no budismo e no cristianismo. São Paulo: Cultrix, 2011
- Ciência Contemplativa: onde o budismo e a neurociência se encontram. São Paulo: Cultrix, 2009
- Os caminhos cruzados da consciência: conversas com o Dalai Lama sobre ciência do cérebro e budismo. Editores: Zara Houshmand, Robert B. Livingston, B. Alan Wallace. Porto: Asa, 2002.

#### Em inglês
- Meditations of a Buddhist Skeptic: A Manifesto for the Mind Sciences and Contemplative Practice. New York: Columbia University Press, 2011
- Mind in the Balance: Meditation in Science, Buddhism, and Christianity. New York: Columbia University Press, 2009 (Also published in Portuguese, Italian, Spanish, Dutch, and Tibetan translations)
- Embracing Mind: The Common Ground of Science and Spirituality. Co-authored with Brian Hodel. Boston: Shambhala Publications, 2008 (Also published in Dutch and Spanish translations)
- Hidden Dimensions: The Unification of Physics and Consciousness. New York: Columbia University Press, 2007 (Also published in Dutch, German, Italian, Portuguese, and Tibetan translations)
- Contemplative Science: Where Buddhism and Neuroscience Converge. New York: Columbia University Press, 2007 (Also published in Portuguese, Korean, and Thai translations)
- Buddhism and Science: Breaking New Ground. Edited by B. Alan Wallace. New York: Columbia University Press, 2003
- The Taboo of Subjectivity: Toward a New Science of Consciousness. New York: Oxford University Press, 2000
- Consciousness at the Crossroads: Conversations with the Dalai Lama on Brain-science and Buddhism. Edited by Zara Houshmand, Robert B. Livingston, B. Alan Wallace. Ithaca: Snow Lion, 1999 (Also published in Dutch, Portuguese, Korean, Spanish, French, Chinese, Italian translations)
- Choosing Reality: A Buddhist View of Physics and the Mind. Revised edition. Ithaca: Snow Lion Publications, 1996. Re-edition of Choosing Reality: A Contemplative View of Physics and the Mind. Boston: Shambhala Publications, 1989 (Also published in French and Korean translations)

### Livros sobre budismo tibetano

#### Em português
- Aquietando a Mente: ensinamentos sobre Shamatha, segundo a Essência Vajra de Düdjom Lingpa. Teresópolis: Lúcida Letra, 2018
- Budismo tibetano: abordagem prática de seus fundamentos para a vida moderna. Petrópolis: Vozes, 2018
- A revolução da atenção: revelando o poder da mente focada. Petrópolis: Vozes, 2018
- Budismo com atitude: o treinamento tibetano da mente em sete pontos. Teresópolis: Lúcida Letra, 2017
- Felicidade Genuína: meditação como o caminho para a realização. Teresópolis: Lúcida Letra, 2015
- Despertar no sonho: sonhos lúcidos e Ioga Tibetana dos sonhos para o insight e a transformação. Petrópolis: Vozes, 2014

#### Em inglês
- Fathoming the Mind: Inquiry and Insight in Dudjom Lingpa's Vajra Essence. Boston: Wisdom Publications, 2018
- Open Mind: View and Meditation in the Lineage of Lerab Lingpa. Somerville, MA: Wisdom Publications, 2017
- Dudjom Lingpa's Visions of the Great Perfection, Volumes 1-3. Somerville, MA: Wisdom Publications, 2015
- Dreaming Yourself Awake: Lucid Dreaming and Tibetan Dream Yoga for Insight and Transformation. Boston: Shambhala Publications, 2012 (Also published in Portuguese translation)
- Stilling the Mind: Shamatha Teachings from Dudjom Lingpa's Vajra Essence. Boston: Wisdom Publications, 2011 (Also published in Portuguese translation)
- Minding Closely: The Four Applications of Mindfulness. Ithaca, NY: Snow Lion Publications, 2011
- The Attention Revolution: Unlocking the Power of the Focused Mind. Foreword by Daniel Goleman. Boston: Wisdom Publications, 2006 (Also published in Complex Chinese, Catalan, Italian, German, Indonesian, Portuguese, Romanian, Chinese, Spanish, and Mongolian translations)
- Genuine Happiness: Meditation as a Path to Fulfillment. Hoboken, NJ: John Wiley & Sons, 2005 (Also published in Portuguese, Spanish and Russian translations)
- Buddhism with an Attitude: The Tibetan Seven-Point Mind-Training. Ithaca, NY: Snow Lion Publications, 2001 (Also published in Dutch, Italian, Finnish, Spanish, Portuguese, and Korean translations)
- The Four Immeasurables: Practices to Open the Heart. Ithaca, NY: Snow Lion Publications, 2010. Re-edition of The Four Immeasurables: Cultivating a Boundless Heart, 2004; re-edition of Boundless Heart: The Four Immeasurables, 1999 (Also published in Italian, French, and Dutch translations)
- Balancing the Mind: A Tibetan Buddhist Approach to Refining Attention. Ithaca, NY: Snow Lion Publications, 2005. New edition of The Bridge of Quiescence: Experiencing Tibetan Buddhist Meditation. Chicago: Open Court Press, 1998
- Tibetan Buddhism From the Ground Up. Boston: Wisdom Publications, 1993 (Also published in Italian, Portuguese, Dutch, and Korean translations)
- The Seven-Point Mind Training. Ithaca, NY: Snow Lion Publications, 2004. Re-edition of A Passage from Solitude: A Modern Commentary on Tibetan Buddhist Mind Training. Ithaca, NY: Snow Lion Publications, 1992 (Also published in Italian translation)
- Tibetan Tradition of Mental Development. Geshe Ngawang Dhargyey. Sherpa Tulku, trans. Dharamsala: Library of Tibetan Works & Archives, 1974, 1976, 1978; rev. eds. 1985 & 1992 (Also published in Italian translation)
- Spoken Tibetan. Co-authored with Kerrith McKenzie. Mt. Pèlerin, Switzerland: Center for Higher Tibetan Studies, 1985